# کین ماونگ لای
کین ماونگ لای (انگلیسی: Khin Maung Lay؛ زادهٔ ۲۱ سپتامبر ۱۹۴۰) بازیکن فوتبال بود.
وی به‌همراه تیم ملی فوتبال میانمار در بازی‌های المپیک تابستانی ۱۹۷۲ شرکت کرده‌است.